# Hevossalmi

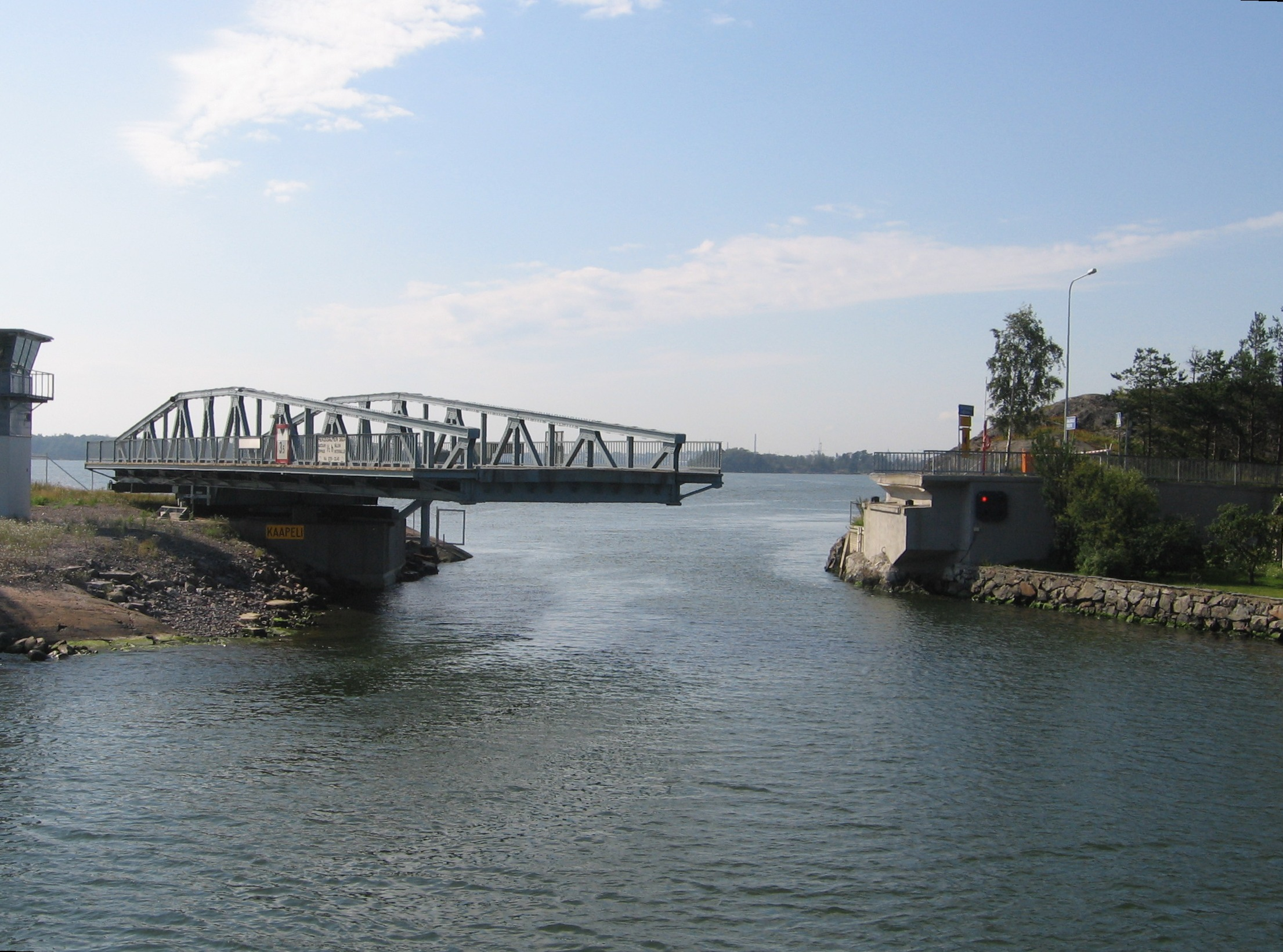
Pont tournant à Hevossalmi.

Hevossalmi (en suédois : Hästnässund) est une section du  quartier de Laajasalo à Helsinki, la capitale de la Finlande. Yliskylä appartient aussi au district de Laajasalo.

## Description
Hevossalmi  a une superficie de 0,74 km2, il accueille 1 693 habitants(1.1.2010) et offre 81 emplois (31.12.2008).

## Galerie

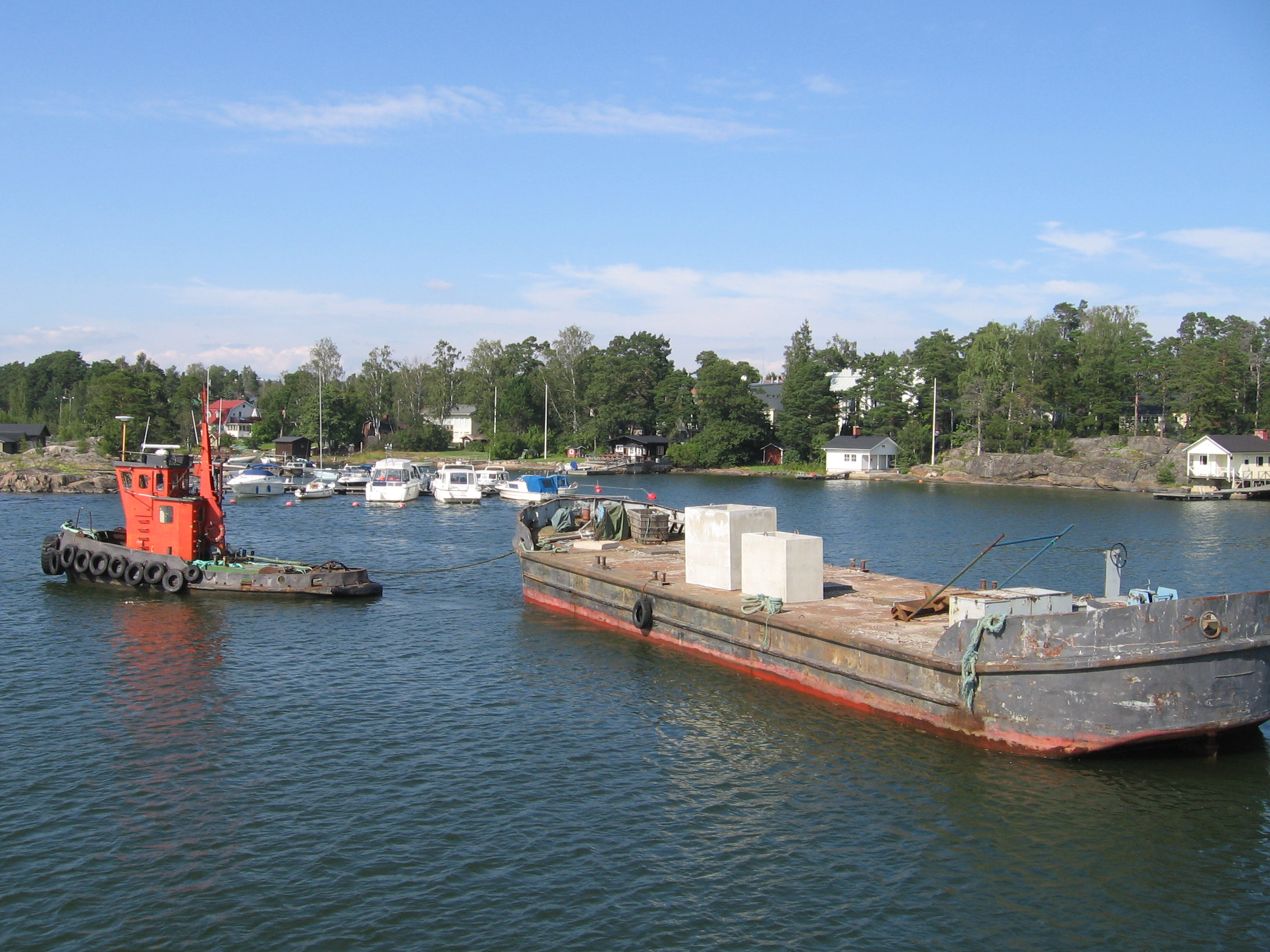
Remorquage à Hevossalmi.